# Луций Требелий (трибун 67 пр.н.е.)
Луций Требелий (на латински: Lucius Trebellius) е политик на Римската република през втората половина на 1 век пр.н.е. Произлиза от фамилията Требелии.
През 67 пр.н.е. той е народен трибун. С колегата си Луций Росций Отон е в опозиция на закона Lex Gabinia на Авъл Габиний, даващт главнокомандването на Помпей във войната против пиратите.